# Leumi Tower
Leumi Tower – wieżowiec w osiedlu Lew ha-Ir w mieście Tel Awiw, w Izraelu.

## Dane techniczne
Budynek ma 18 kondygnacji i wysokość 65 metrów.
Wieżowiec wybudowano w stylu postmodernistycznym. Wzniesiono go ze stali i betonu. Elewacja jest wykonana ze granitu i szkła w kolorach jasnobrązowym i ciemnozielonym.

## Wykorzystanie budynku
Budynek jest siedzibą Banku Leumi.
W głównym holu wejściowym znajduje się duża rzeźba, wykonana ze stali nierdzewnej przez izraelskiego rzeźbiarza Dani Karavana. Na najwyższym piętrze znajduje się zadaszony taras z widokiem na całe miasto. Taras jest dostępny jedynie dla pracowników banku. Budynek dysponuje 3-piętrowym podziemnym parkingiem samochodowym.